# Suspects
Suspects ist eine britische Fernsehserie des Senders Channel 5. Das Konzept der Fernsehserie entwickelten Darren Fairhurst, Steve Hughes und Paul Marquess. In Großbritannien wurden bisher fünf Staffeln gezeigt.

## Handlung und Hintergrund
Suspects spielt in einer Londoner Polizeistation. DS Jack Weston, DC Charlie Steele und DI Martha Bellamy ermitteln in Mordfällen, bei Vermisstenanzeigen, Raubüberfällen usw. Im Stil eines Dokumentarfilms wird in jeder Folge ein Verbrechen aufgeklärt. Mit der zweiten Staffel ändert sich das Konzept der Serie ein wenig, so wird ein Fall nicht in einer Folge gelöst, sondern erstreckt sich über mehrere Episoden. Die Schauspieler arbeiten hierbei ohne ein festes Script. Die Handlung wird nur grob beschrieben. Beim Dialog, ihren einzelnen Handlungen und Reaktionen müssen die Schauspieler während der Dreharbeiten improvisieren. Durch diesen Produktionsstil soll die Serie realer und investigativer wirken. In dem Drama geht es vordergründig um die Ermittlungen. Das Privatleben der Polizisten wird kaum behandelt. Eine Episode wird innerhalb von zweieinhalb Tagen gedreht, das heißt, dass ungefähr nur 18 Minuten für das Filmen von einer Szene zur Verfügung stehen. Um sich auf die Dreharbeiten vorzubereiten, nahmen die drei Hauptdarsteller an einem intensiven, über einige Wochen andauernden, Workshop mit einem ehemaligen Polizisten teil. Dabei lernten sie Interviewtechniken, Polizeiterminologie und den Polizeialltag kennen. Darren Fairhurst, Steve Hughes und Paul Marquess hatten die Idee für das Drama. Die Regie führten Craig Pickles, John Hardwick und Fiona Walton. Damien Molony, Clare-Hope Ashitey und Fay Ripley übernahmen die Hauptrollen in der Serie.

## Besetzung

### Hauptdarsteller
- Damien Molony: DS Jack Weston (Staffel 1–)
- Clare-Hope Ashitey: DC Charlie Steele  (Staffel 1–)
- Fay Ripley: DI Martha Bellamy (Staffel 1–4)
- Lenora Crichlow: D.S. Alisha Brooks (Staffel 5–)
- James Murray: D.C.I. Daniel Drummond (Staffel 5–)
- Perry Fitzpatrick: T.D.C. Gary Roscoe (Staffel 5–)
- Tony Paul West: D.C.I. Emmett Hughes (Staffel 5–)

### Nebendarsteller
- Christian Brassington: Newsreader (8 Episodes)
- Katie Jarvis: Sadie Burns (4 Episoden)
- Charlie Brooks: Tanya Moxton (3 Episoden)
- Claire Cooper: Carol Collins (3 Episoden)
- David de Keyser: Derek Collins (3 Episoden)
- Luke Newberry: Nate Turner (3 Episoden)
- Larissa Wilson: Kelly Freeman (3 Episoden)
- Fraser Ayres: Mick Shaw (2 Episoden)

## Episodenliste

### Staffel 1
| Nr. (ges.) | Nr. (St.) | Deutscher Titel | Originaltitel | Erstausstrahlung Großbritannien | Deutschsprachige Erstausstrahlung (—) | Regie         | Drehbuch                                                    |
| --- | --------- | --------------- | ------------- | ------------------------------- | ------------------------------------- | ------------- | ----------------------------------------------------------- |
| 1 | 1         | —               | Alone         | 1. Feb. 2014                    | —                                     | John Hardwick | Claire Fryer, Darren Fairhurst, Steve Hughes, Paul Marquess |
| Ein zweijähriges Mädchen wird als vermisst gemeldet. Schnell gerät die Familie des Kindes unter Verdacht, etwas mit dem Verschwinden des Kindes zu tun zu haben. |           |                 |               |                                 |                                       |               |                                                             |
| 2 | 2         | —               | Calling Card  | 19. Feb. 2014                   | —                                     | John Hardwick | Jake Riddell, Darren Fairhurst, Steve Hughes, Paul Marquess |
| Die Polizei ermittelt bei Todesfällen im Drogenmilieu. |           |                 |               |                                 |                                       |               |                                                             |
| 3 | 3         | —               | Hard Target   | 26. Feb. 2014                   | —                                     | Craig Pickles | Jake Riddell, Darren Fairhurst, Steve Hughes, Paul Marquess |
| Drei Frauen wurden von einem Unbekannten vergewaltigt, die Polizei sucht nach dem Täter.                                                                         |           |                 |               |                                 |                                       |               |                                                             |
| 4 | 4         | —               | Sensitivity   | 5. März 2014                    | —                                     | Craig Pickles | Jake Riddell, Darren Fairhurst, Steve Hughes, Paul Marquess |
| Die Polizei ermittelt bei einer Überdosis. |           |                 |               |                                 |                                       |               |                                                             |
| 5 | 5         | —               | Eyes Closed   | 12. März 2014                   | —                                     | Craig Pickles | Claire Fryer, Darren Fairhurst, Steve Hughes, Paul Marquess |
| Ein Mädchen wird in einem Londoner Park tot aufgefunden. Die Polizei ermittelt.                                                                                  |           |                 |               |                                 |                                       |               |                                                             |

### Staffel 2
| Nr. (ges.) | Nr. (St.) | Deutscher Titel | Originaltitel          | Erstausstrahlung Großbritannien | Deutschsprachige Erstausstrahlung (—) | Regie         | Drehbuch                                                      |
| --- | --------- | --------------- | ---------------------- | ------------------------------- | ------------------------------------- | ------------- | ------------------------------------------------------------- |
| 6 | 1         | —               | Nobody Else (Part One) | 20. Aug. 2014                   | —                                     | Craig Pickles | Kathrine Smith, Darren Fairhurst, Steve Hughes, Paul Marquess |
| Die Polizei ermittelt bei dem Mord an der Nachbarin einer Polizeibeamtin. |           |                 |                        |                                 |                                       |               |                                                               |
| 7 | 2         | —               | Nobody Else (Part Two) | 21. Aug. 2014                   | —                                     | John Hardwick | Kathrine Smith, Darren Fairhurst, Steve Hughes, Paul Marquess |
| Die Polizei ermittelt in mehreren Mordfällen. |           |                 |                        |                                 |                                       |               |                                                               |
| 8 | 3         | —               | Vigilante (Part One)   | 27. Aug. 2014                   | —                                     | Fiona Walton  | Steve Hughes, Darren Fairhurst, Steve Hughes, Paul Marquess   |
| Die Polizei entdeckt einen Pädophilenring. |           |                 |                        |                                 |                                       |               |                                                               |
| 9 | 4         | —               | Vigilante (Part Two)   | 28. Aug. 2014                   | —                                     | Fiona Walton  | Paul Marquess, Darren Fairhurst, Steve Hughes, Paul Marquess  |
| Jack wird neben einer Mordszene blutbeschmiert aufgefunden. Der Tote ist ein Pädophiler. Seine Kollegen müssen herausfinden, ob er das Gesetz in seine eigene Hand genommen und den Pädophilen getötet hat. |           |                 |                        |                                 |                                       |               |                                                               |

### Staffel 3
| Nr. (ges.) | Nr. (St.) | Deutscher Titel | Originaltitel  | Erstausstrahlung Großbritannien | Deutschsprachige Erstausstrahlung (—) | Regie         | Drehbuch                  |
| --- | --------- | --------------- | -------------- | ------------------------------- | ------------------------------------- | ------------- | ------------------------- |
| 10 | 1         | —               | The Artist     | 13. Jan. 2015                   | —                                     | Craig Pickles | Claire Fryer              |
| Ein beliebter Kunstlehrer wird am College attackiert. Die Polizei ermittelt. |           |                 |                |                                 |                                       |               |                           |
| 11 | 2         | —               | Victim         | 14. Jan. 2015                   | —                                     | John Hardwick | Claire Fryer, Tom Lazenby |
| Eine schwer verletzte Frau wird nachts aus der Themse gezogen. Sie leidet unter starken Verbrennungen. Die einzigen Zeugen sind ein paar Obdachlose, die einen Mann mit einem weißen Laster sahen, der die Frau in die Themse warf. |           |                 |                |                                 |                                       |               |                           |
| 12 | 3         | —               | Safe from Harm | 20. Jan. 2015                   | —                                     | Craig Pickles | Claire Fryer              |
| Der 19-jährige Asif Khan muss um sein Leben kämpfen, nachdem eine Benzinbombe durch das Fenster in sein Haus geworfen wurde. Das Ermittlerteam trifft auf einige skrupellose Bauherren.                                             |           |                 |                |                                 |                                       |               |                           |
| 13 | 4         | —               | Connections    | 21. Jan. 2015                   | —                                     | John Hardwick | Claire Fryer              |
| Die 16-jährige Mandy Granger wird als vermisst gemeldet. Nur wenig später wird die Leiche eines nackten Mädchens gefunden. DC Charlie Steele glaubt, dass es sich dabei um Mandy Granger handelt.                                   |           |                 |                |                                 |                                       |               |                           |

### Staffel 4
| Nr. (ges.) | Nr. (St.) | Deutscher Titel | Originaltitel | Erstausstrahlung Großbritannien | Deutschsprachige Erstausstrahlung (—) | Regie         | Drehbuch             |
| ---------- | --------- | --------------- | ------------- | ------------------------------- | ------------------------------------- | ------------- | -------------------- |
| 14         | 1         | —               | AWOL          | 25. Nov. 2015                   | —                                     | John Hardwick | Kathrine Smith       |
| 15         | 2         | —               | Revenge       | 2. Dez. 2015                    | —                                     | Sylvie Boden  | Sarah-Louise Hawkins |
| 16         | 3         | —               | Ricochet      | 9. Dez. 2015                    | —                                     | Craig Pickles | Jake Riddell         |
| 17         | 4         | —               | Rough Justice | 16. Dez. 2015                   | —                                     | John Hardwick | Jackie Malton        |

### Staffel 5
| Nr. (ges.) | Nr. (St.) | Deutscher Titel | Originaltitel             | Erstausstrahlung Großbritannien | Deutschsprachige Erstausstrahlung (—) | Regie         | Drehbuch         |
| ---------- | --------- | --------------- | ------------------------- | ------------------------------- | ------------------------------------- | ------------- | ---------------- |
| 18         | 1         | —               | The Enemy Within (Part 1) | 3. Aug. 2016                    | —                                     | Fiona Walton  | Steve Baillie    |
| 19         | 2         | —               | The Enemy Within (Part 2) | 10. Aug. 2016                   | —                                     | Craig Pickles | Jake Riddell     |
| 20         | 3         | —               | The Enemy Within (Part 3) | 17. Aug. 2016                   | —                                     | Craig Pickles | Hilary Frankland |
| 21         | 4         | —               | The Enemy Within (Part 4) | 24. Aug. 2016                   | —                                     | Steve Hughes  | Kathrine Smith   |
| 22         | 5         | —               | The Enemy Within (Part 5) | 31. Aug. 2016                   | —                                     | Steve Hughes  | Emma Goodwin     |
| 23         | 6         | —               | The Enemy Within (Part 6) | 31. Aug. 2016                   | —                                     | Fiona Walton  | Jake Riddell     |

## Ausstrahlung und DVD-Veröffentlichung
Die erste Staffel wurde vom 1. Februar 2014 bis zum 12. März 2014 jeweils einmal wöchentlich auf dem britischen Fernsehsender Channel 5 ausgestrahlt. Vom 20. August bis zum 28. August folgte die Ausstrahlung der zweiten Staffel. Die Folgen der zweiten Staffel wurden jeweils als Doppelfolgen in zwei aufeinanderfolgenden Tagen gezeigt. Die dritte Staffel wurde im Januar 2015 ausgestrahlt. Am 1. September 2014 erschien die erste Staffel in Großbritannien auf DVD.

## Remakes
Im Oktober 2016 wurde angekündigt, dass Suspects ein deutsches Remake bekommt. Das Unternehmen UFA sicherte sich die Rechte für das Suspects-Remake und kündigte an, es für RTL zu produzieren. Am 22. März 2018 startete die Serie unter dem Titel „Tatverdacht – Team Frankfurt ermittelt“ startet. Es wurden zehn Folgen produziert, die donnerstags um 22:15 Uhr ausgestrahlt wurden. Die Hauptrollen übernahmen Nina Kronjäger, Aleksandar Radenkovic und Natalja Joselewitsch.
In den Niederlanden wurde am 12. März 2017 die Pilotfolge eines weiteren gleichnamigen Remakes auf RTL 4 ausgestrahlt. 711.000 Zuschauer sahen die Folge. Alle weiteren, der insgesamt acht, Folgen wurden später auf dem Video-on-Demand Portal Videoland veröffentlicht. Carly Wijs, Jeroen Spitzenberger und Liv Schouten spielen die Hauptrollen in der Serie.